# Német keleti kolonizáció
A német keleti kolonizáció németül Ostsiedlung, Ostkolonisation, vagy Drang nach Osten kifejezéssel illetik a középkori német keleti irányú terjeszkedést, melynek során német telepesek kerültek a mai keletnémet, valamint a ma Lengyelországhoz tartozó területek nagy részére. Az ily módon betelepített területek körülbelül Szlovéniától Észtországig terjedtek. A keleti terjeszkedést a Német-római Birodalom területi expanziója, majd a Német Lovagrend megalapítása követte.
A kolonizáció folyamatával a kelet- és közép-európai társadalmak jelentős változásokon mentek át mind demográfiai, mind kulturális, mind vallási, törvényi, valamint adminisztrációs értelemben.

## A háttér

### Közép-Európa a kolonizáció előtt
A telepesek megérkezése után Közép-Európa komoly változásokon ment át. A Római Birodalom elvesztette vezető szerepét, a Frank Birodalom egyesítette a nyugati germán törzseket. A Keleti Frank Királyság, a modern Németország egyik elődállama a keresztény Római Birodalom utódának tekintette magát és ezt az elvet követve alakult meg a Német-római Birodalom. A keleti germánok nyugatra vándoroltak, vagy beolvadtak a kelet- és közép-európai társadalmakba, ahol ezután szláv többségű kultúrák emelkedtek fel.

### A keleti őrgrófságok
A Frank, majd később a Német-római Birodalom szomszédságában élő szlávokat akkoriban vendeknek nevezték. Nem volt jellemző, hogy a vendek államokba tömörülnek, de törzsi szervezeteik fejlettek voltak. Lakhelyük a Keleti-Alpoktól és Bohémia (a mai Csehország) vidékeitől a Saale és Elba folyókig terjedt. A Frank Birodalom terjeszkedésével beolvasztotta ezen vend törzsek legtöbbjét, hasonlóképpen a szászokat legyőző obodritokat. A meghódított területeken a frankok őrgrófságokat (ném.: Mark) hoztak létre, melyeknek főleg határvédelmi feladataik voltak, de térítési feladatokat is elláttak.
Nagy Károly idején az alábbi őrgrófságokat hozták létre a keleti területeken északról délre haladva:
- Dán őrgrófság az Eider és Schlei öböl között.
- Szász őrgrófság az Eider és Elba folyók között az abotriták ellen.
- Thüringiai, vagy Szorb őrgrófság a Saale folyó mentén.
- Frank őrgrófság Felső-Frankföld területén. Feladata a csehek elleni védelem.
- Avar őrgrófság az Enns folyótól a Bécsi-erdőig terjedő területeken, későbbi neve Keleti őrgrófság (Marcha Orientalis).
- Pannóniai őrgrófság Bécstől keletre. Felső és alsó részekre osztották.
- Kárpátiai őrgrófság
- Friuli őrgrófság

A legtöbb esetben az őrgrófságok területén élő törzsek nem voltak stabil szövetségesek. A frank királyoknak több hadjáratot kellett vezetni azért, hogy hatalmukat megerősítsék a területeken.
A későbbi királyok és császárok, mint például Nagy Ottó újraszervezték az őrgrófságokat. Ennek során a következő őrgrófságok jöttek létre.
- Billung őrgrófság a balti partvidéken Szczecin városától Schleswig tartományig.
- Gero őrgrófság – Gero őrgróf felügyelete alatt, mely a Szász keleti őrgrófság területén jött létre. Később több részre osztották, pl.: Északi őrgrófság, Meißeni őrgrófság, Alsó-Lausitz, Merseburgi őrgrófság, Milzeni őrgrófság, stb.
- Keleti őrgrófság (ném.: Ostmark)
- Karintiai őrgrófság
- Drávai őrgrófság
- Sanni őrgrófság
- Krajnai őrgrófság a modern Szlovénia területén

Német Lajos és Karintiai Arnulf uralkodása alatt érkeztek az első frank és bajor telepesek Pannónia területére. Az újonnan érkezők a római katolikus hitet hozták magukkal.
Bár az első bajor és frank telepesek már a 10. század folyamán megérkeztek, a német keleti kolonizáció időszakának kezdetét mégis a 12. századra teszik, innentől kezdődött egy folyamatos, szervezett vándorlás a keleti területekre.

### A 983-as szláv felkelés
983-ban a Billung őrgrófság területén élő polábok felkeltek a politikai hatalom és keresztény térítések ellen. A felkelőknek azonban mind a német megtorló katonai műveletekkel, mint a keleten megalakult lengyel állam felől érkező betörésekkel meg kellett küzdeniük. Ideiglenes függetlenségüket azonban sikerült kivívniuk.

### Mecklenburg, Pomeránia és Brandenburg csatlakozása a Birodalomhoz
A folyamatos katonai nyomás alatt a vend területek elvesztették ellenállási kapacitásukat. 1119 és 1123 között Pomeránia megtámadta és uralma alá hajtotta Lausitz északkeleti területeit. 1124 és 1128 között I. Vratiszláv pomerániai herceg, lengyel vazallus országába hívta Bambergi Ottó püspököt, hogy megtérítse az országában élőket. 1147-ben az északi keresztes hadjárat részeként sikerült visszahódítani a 983-as felkelésben elvesztett területeket. A keresztesek ezután Demmin és Szczecin városai ellen vonultak, noha ezeket a területeket már korábban megtérítették.
A vendek ellen vezetett keresztes hadjárat után Medve Albert szász herceg képes volt megalapítani a Brandenburgi őrgrófságot és annak területét kiterjeszteni. A vendek térítésének feladatát ezután az újonnan megalapított Havelbergi püspökség kapta. 1164-ben, miután Oroszlán Henrik szász herceg legyőzte a lázadó abodriteket a vercheni csatában, és meghódította területeiket, melyeken létrejött a Mecklenburgi őrgrófság. Miután Oroszlán Henrik csatát vesztett Barbarossa császárral szemben, Mecklenburg és Pomeránia 1181-ben a Német-római Birodalom részévé vált.

### A Német Lovagrend legyőzi a balti népeket
Az északi keresztes hadjáratok során kiemelkedő szerepet kapott az újonnan megalapított Német Lovagrend. Térítő munkálataik részeként majdnem teljesen kiirtották a balti poroszokat, helyükre német parasztokat hívtak és stabilizálták államukat a régióban. Hasonló sorsra jutottak a többi balti népek is egészen Észtországig.

## Őrgrófságok és a kolonizációval kapcsolatos egyéb területek

### Nordalbingia
A nordalbingiai területek a Hedeby és a Danevirke nevű dán erődítés között terültek el. Az őrgrófság déli határát az Eider folyó képezte. Ez a terület Nagy Károly uralkodása alatt képezte részét a birodalomnak, később az Eider folyót jelölték ki határnak.

### Szász keleti őrgrófság
Míg a frankok már a 9. században megalapították a Szorb őrgrófságot a Saale folyó mentén, I. Ottó király sokkal nagyobb területet jelölt ki a Szász keleti őrgrófság területének 937-ben. Az új grófság területét az Elba, Odera és Peene folyók által közrezárt területen alakították ki. A terület ura I. Gero őrgróf lett, ezért egyes forrásokban a Gero őrgrófság (Marca Geronis) fordul elő. Gero 965-ös halála után az őrgrófságot kisebb egységekre osztották, ezek: Északi őrgrófság, Lausitzi őrgrófság, Meißeni őrgrófság, és Zeitzi Őrgrófság.
A terület lakói nyugati szláv törzsek voltak a középkorban. Ezek közül a két legnépesebb a polábi szláv csoport volt északon, és a szorbok délen.

### Billung őrgrófság és az Északi őrgrófság
A Billung őrgrófságot I Ottó 936-ban a Szász keleti őrgrófsággal együtt hozta létre. A balti tenger déli partvidéke mentén húzódott. Élén Hermann Billung állt, innen ered a terület neve is.
A területet az abodrita szláv törzs lakta nyugaton, a ranik északkeleten, és a polábi szlávok délkeleten.
A 983-as szláv felkelés során a birodalom elvesztette mind a Billung őrgrófsághoz, mind az Északi őrgrófsághoz tartozó területeket. Ezen területek rövid élettartama alatt nem alapítottak jelentős szász településeket. A későbbiek folyamán több kísérletet tettek a szász rendszerek visszaállítására ezeken a területeken, melyek közül a két legismertebb a Rethra támadás 1068-ban, és a vendek ellen folytatott kereszteshadjárat 1147-ben. A lengyel Piast-dinasztia, és a dánok is számos hadműveletet hajtottak végre a területeken, melyet nem kímélték a helyi uralkodók összecsapásai sem. A helyi szlávokat végül a 12. században győzték le a németek, és megkezdődött a keleti telepesek beáramlása (Ostsiedlung).
A következő évszázadokban szervezték újra az Északi őrgrófságot Brandenburg néven.
1164-ben Oroszlán Henrik seregei a vercheni csatában végleg legyőzték az obodrita szlávokat. A rani törzseket 1168-ban győzték le a dánok. Mecklenburg, Pomeránia és Rügen területei ezek után folyamatos dán és német fennhatóság alá kerültek, noha kezdetben az uralkodó réteg szláv maradt, akik hűbéres esküt fogadtak a német-dán fennhatóságnak. A területre nagyszámú német telepes települt és a helyi szláv lakosság adoptálta a német törvényeket és a német nyelvet.

### Mecklenburg, Rügen és Pomeránia
Oroszlán Henrik legyőzése után Mecklenburg és Pomeránia nem volt többé szász hűbéres. A Német-római birodalom szerves részévé váltak. A birodalomba történő beolvasztásban fontos szerepet játszott Barbarossa Frigyes. Rügen szigete, és a területén megalakult hercegség azonban továbbra is dán fennhatóság alá tartozott. Az elkövetkező időszakban Dánia és a Birodalom többször megküzdött egymással a Mecklenburgi Hercegség, Rügen és Pomeránia feletti uralomért. A harcok legtöbbször Dánia javára dőltek el. A helyi nemesség is szerepet vállalt a területi gyarapodásban saját kiállítású csapataik segítségével. Miután a dánok 1227-ben elvesztették a bornhövedi csatát, Pomeránia és Mecklenburg a Német-római Birodalom uralma alá került.
A folyamatos határviták ellenére a keleti német telepesek száma nőttön nőtt. Az elhagyatott falvakba ismét lakosság települt, új településeket alapítottak, hatalmas erdőségeket változtattak megművelt földterületté. A korábbi szláv kastélyok uradalmait német városok váltották fel, és új városokat is létesítettek.
A német telepeseket, különösen a szászokat és flamandokat vonzották az alacsony adók és az olcsó, néha ingyen szerezhető földterületek, valamint egyéb előjogok. Az új telepeseket ún. lokátorok szervezték meg, akiket a hercegek neveztek ki. Munkásságuk tervező és szervező munkálatokból állt, és még több előjoggal bírtak, mint a telepesek.
Az új területek felvették a német törvénykezést, megindult a házasodás a német és szláv lakosság között. Mindezek a folyamatok új szervezetek és új adminisztráció megteremtéséhez vezettek.
A szláv lakosság azonban nem teljesen keveredett be a német telepesek társadalmaiba. Sok szláv lakos nem élvezett előjogokat. Ezek vend falvakba, vagy városnegyedekbe települtek és szegregáltan éltek.
Mecklenburgban és Elő-Pomerániában a német telepesek a 12. és 13. században telepedtek meg. Rügen és Hátsó-Pomeránia területeit a telepesek csak körülbelül egy évszázaddal később vették birtokukba. Több helyen szláv enklávék alakultak ki, mint például a kasub közösségek.

### Brandenburgi őrgrófság
Medve Albert uralkodása alatt az Északi őrgrófság az Askani területektől (Anhalt) egészen Brandenburgig nyúlt. Ezek a területek a birodalom szerves részévé váltak. 1147-ben Oroszlán Henrik meghódította a Billung őrgrófságot, majd Mecklenburgot. 1164-ben Pomeránia került sorra, így keleti határ már a Balti-tenger partvidékén futott. 1181-ben Mecklenburg és Pomeránia területeit a birodalomhoz csatolták.

### Kis-Lengyelország
A 14. és 15. század kezdete óta a lengyel-sziléziai Piast-dinasztia megerősítette a német telepesek pozícióját országában, akik akkorra 150 várost és egyéb települést alapítottak a német városi törvénykezés alatt. Kiemelkedő szerepet kapott ennek során a magdeburgi törvénykezés. A Krakkó körüli területeken nagy számú német és német–zsidó telepes telepedett meg.

### Csehország és Morvaország
A Nagymorva Birodalom 900-as bukásával – melynek alapítója, Rasztiszláv a keleti egyház kezébe akarta ajánlani országát – az új cseh uralkodók, a Přemysl-dinasztia tagjai a nyugati alapokra helyezték a cseh hitéletet és fontos szerepet kaptak a német császárválasztásban is. Csehország maga azonban a továbbiakban sem lett egységes, mely elsősorban a nemesség megosztottságában jelentkezett. 929-ben Kegyetlen Boleszláv megölte fivérét, Vencel fejedelmet, aki a német telepesek támogatását élvezte. I. Madarász Henrik német király még ugyanebben az évben Prágába vezette seregét a Birodalom elleni lázadás leverésének céljából. A cseh és német király seregei 955-ben, a Lech-mezőn ütköztek meg.
973 után Csehországot a Mainzi Érsekség felügyelete alá rendelték. Az ezután következő időszakban Csehország függése a német területektől egyre szorosabbá vált.
I. Břetiszláv 1030-ban egyesítette Csehországot és Morvaországot. Mindkét állam német vazallus volt. Břetiszláv megszerezte magának az uralmat Lengyelország felett és lengyel hódításaira alapozva megpróbált kitörni a Német-római Birodalom függősége alól, mely törekvése szembe állította II. Henrikkel.
A cseh és morva területek a Birodalom feloszlatásáig, azaz 1806-ig annak függőségében maradtak, ezután a Habsburg Ausztria függőségébe kerültek. Csehország teljes függetlenségét csak az első világháború végével érte el.

## Modern értékelés
A 19. században, a nacionalizmus felemelkedésének időszakában a keleti kolonizáció értékelésével kapcsolatban jelentek meg pángermán eszmék, ill. a Drang nach Osten, azaz a keleti terjeszkedés elve, mely később a Lebensraum, azaz az élettér-elméletek kialakulásához vezetett. A második világháború alatt ezek az elméletek a lengyelek elűzésében és áttelepítésében csúcsosodtak ki a Generalplan Ost, azaz az általános keleti terv keretein belül, melynek célja a keleti területek elnémetesítése volt.
A Vörös Hadsereg előrenyomulásával a német telepítési törekvések megtörtek, és a háború lezárásával megvalósított német kitelepítések során a középkor óta oda települt több milliós németség vesztette el otthonát a keleti területeken, az Odera és Neiße folyók vonalától keletre.

## Fordítás
- Ez a szócikk részben vagy egészben  az   Ostsiedlung című angol Wikipédia-szócikk ezen változatának fordításán alapul.  Az eredeti cikk szerkesztőit annak laptörténete sorolja fel. Ez a jelzés csupán a megfogalmazás eredetét és a szerzői jogokat jelzi, nem szolgál a cikkben szereplő információk forrásmegjelöléseként.